# The Binding of Isaac
The Binding of Isaac — відеогра в жанрі roguelike, розроблена незалежними розробниками Едмундом МакМілленом і Флоріаном Гімслем. Вона була випущена у 2011 році для Microsoft Windows, а пізніше портована на OS X і Linux. Назва та сюжет гри натхнені біблійною історією про зв'язування Ісаака. У грі мати Ісаака отримує послання від Бога, котрий вимагає життя її сина як доказ віри, й Ісаак, побоюючись за своє життя, тікає в повний монстрів підвал їхнього будинку, де йому доведеться боротися за життя. Гравці керують Ісааком або одним із семи інших персонажів, яких можна розблокувати через процедурно згенероване roguelike підземелля, створене за мотивами The Legend of Zelda, перемагаючи монстрів у бою в реальному часі, збираючи предмети та бонуси, щоб перемогти босів і, зрештою, матір Ісаака.
Гра стала результатом тижневого ґеймджему між Макмілленом і Гімслем із метою розробки roguelike, натхненної The Legend of Zelda, що дозволило Макміллену продемонструвати свої почуття як до позитивних, так і до негативних аспектів релігії, які він сформував після конфліктів між його католицькими та народженими згори членами сім'ї. Макміллен уважав цю назву ризикованою, але на вибір якої він міг би піти після фінансового успіху Super Meat Boy, і випустив її в Steam у вересні 2011 року, не роблячи багато шуму й не очікуючи великих продажів. Незабаром гра набула популярності частково завдяки різноманітним летсплейним відео. МакМіллен і Гімсль випустили доповнення «Wrath of the Lamb» у травні 2012 року, але подальше розширення гри обмежувалося платформою Adobe Flash. Вони почали співпрацювати з Nintendo у 2012 році, щоб випустити версію для 3DS, але пізніше Nintendo відмовилася від угоди, посилаючись на суперечки щодо релігійних тем гри.
Розробник Nicalis працював з МакМілленом у 2014 році, щоб завершити римейк гри The Binding of Isaac: Rebirth, додавши додаткові функції, заплановані МакМілленом, які перевищували обмеження Flash, а також покращити графіку гри та відкрити шлях портам на инші системи, зокрема PlayStation 4 і Vita, Xbox One, Wii U, Nintendo 3DS і Nintendo Switch. Цей римейк часто називають однією з найкращих roguelike-ігор усіх часів.
Пізніше Макміллен працював з James Interactive над розробкою The Legend of Bum-bo, яка є приквелом до The Binding of Isaac.
The Binding of Isaac було добре сприйнято, і критики вихваляли roguelike-природу гри, що заохочувала повторні проходження. До липня 2014 року МакМіллен повідомив про продаж понад 3 мільйонів копій. Також було сказано, що гра посприяла відновленню інтересу до жанру roguelike як гравців, так і розробників.

## Ігровий процес
The Binding of Isaac є грою жанру dungeon crawl із перспективою "згори донизу", представлена використанням двовимірних спрайтів, у якій гравець управляє Ісааком або іншими персонажами, досліджуючи підземелля, розташовані в підвалі ісаака. Персонажі різняться швидкістю, кількістю здоров'я та завданої шкоди, іншими атрибутами. Механіка та вигляд гри схожі на підземелля The Legend of Zelda, але включають випадкові, процедурно згенеровані рівні на манір гри roguelike. На кожнім поверсі підземелля гравець повинен перемогти монстрів ув одній кімнаті, перш ніж перейти до наступної. Найчастіше це робиться кулеподібними сльозами персонажа у стилі дводжойстикового шутера, але гравець також може використовувати обмежений запас бомб, щоби пошкодити ворогів і очистити частину кімнати. Інші методи перемоги над ворогами стають можливими з отриманням персонажем покращань: предметів, які автоматично надягає персонаж гравця після підбирання, і які можуть змінити основні властивості персонажа, як от здоров'я чи силу кожної сльози, або ж викликати додаткові вторинні ефекти, наприклад, заряджені сльозові постріли після втримування кнопки контролера протягом короткого часу чи засіб випускання сліз позаду персонажа. Покращання включають пасивні предмети, які автоматично покращують атрибути персонажа, активні предмети, які можна використати один раз, перш їх доводиться перезаряджати, проходячи додаткові кімнати в підземеллі, й одноразові бонуси, як пігулки чи карти Таро, які одразу витрачаються й дають єдину вигоду, наприклад, відновлення повного здоров'я або збільшення/зменшення всіх атрибутів персонажа. Ефекти покращань додаються один до одного, завдяки чому гравець може створювати дуже вигідні комбінації бонусів.
Після того, як кімната буде очищена від монстрів, вона такою і залишиться, дозволяючи гравцеві знову пройти через неї, хоча, перейшовши на наступний рівень, він не зможе повернутися. По дорозі гравець може збирати гроші, щоб купувати покращання в крамарів, ключі, щоб розблокувати спеціальні кімнати скарбів, а також нову зброю та покращання, щоби збільшити свої шанси проти ворогів. Здоров'я гравця відстежується за допомогою кількох сердець; якщо персонаж втрачає всі свої серця, гра закінчується постійною смертю, і гравець повинен починати заново зі щойно створеного підземелля. На кожному поверсі є бос, якого гравець повинен перемогти, перш ніж перейти на наступний рівень. На шостому з восьми поверхів гравець б'ється з матір'ю Ісаака; перемігши її, Ісаак заповзає в її утробу. Пізніші рівні значно складніші, кульмінацією яких є боротьба з серцем матері Ісаака на восьмому поверсі. Додатковий дев'ятий поверх, Шеол, містить боса Сатану. Перемога в грі з певними персонажами або за певних умов відкриває нові покращання, які можуть з'явитися в підземеллі, або можливість використовувати нового персонажа. Гра відстежує різні знайдені покращання, які можна переглянути в меню гри.

## Сюжет
Сюжет The Binding of Isaac трохи натхнений однойменною біблійною історією. Ісаак і його мати живуть у невеликому будиночку на пагорбі, обидвоє щасливо проводять час поодинці: Ісаак малює та грається зі своїми іграшками, а його мати дивиться християнські передачі по телевізору. Потім мати Ісаака чує «голос згори», який, на її думку, є голосом Самого Бога, і який говорить, що її син зіпсований гріхом і потребує спасіння. Він просить її видалити все зло з Ісаака, так спробувавши врятувати його. Матір погоджується, забираючи його іграшки, малюнки і навіть одяг.
Голос знову звертається до матері Ісаака, заявляючи, що Ісаака потрібно відділити від усього злого у світі. Знову його мати скоряється й замикає Ісаака у своїй кімнаті. Знову голос звертається до матері Ісаака. Зазначає, що вона вчинила добре, але все ще ставить під сумнів її відданість, і каже їй пожертвувати свого сина. Вона скоряється, хапаючи з кухні різницький ніж, і йде до ісаакової кімнати. Ісаак, дивлячись через величеньку щілину у дверях, починає панікувати. Він знаходить люк, захований під його килимом, і стрибає всередину, тільки-но його мати вривається в його спальню. Потім Ісаак кріпить папір, де малював, на свою стіну, що стає титульним екраном.
До розширення The Binding of Isaac: Repentance немає чіткої розв'язки чи навіть послідовної розповіді історії після цього моменту. У грі є 13 можливих кінцівок, по одній після кожної великої битви з босом. Перші десять кінцівок служать вступом до розблокованих предметів і механік, а останні три припускають, що Ісаак залізе в скриню для іграшок і задихнеться.
Під час завантажувальних точок гри Ісаак зображений таким, що плаче і згорнутим у клубок. Видно його думки, від материної зневаги та приниження з боку однолітків до сценарію, пов'язаного з його власною смертю.

## Розробка та випуск
The Binding of Isaac було розроблено після виходу Super Meat Boy, яку МакМіллен вважав значним ризиком і великою втратою часу. Коли Super Meat Boy отримала похвалу критиків і високі продажі, він відчув, що більше не повинен турбуватися про наслідки фінансового риску. Також уважав, що може ще більше ризикнути із цією концепцією. Він планував працювати з Томмі Рефенесом, співрозробником Super Meat Boy, над їхньою наступною грою Mew-Genics, але оскільки Рефенес взяв відпустку, МакМіллен намагався розробити щось, що, на його думку, було «малостресовим» і з мінімальними очікуваннями, як-от гра для Adobe Flash.
Головна концепція The Binding of Isaac була результатом тижневого ґеймджему, який МакМіллен мав із Флоріаном Гімслем; у той час його співавтор Super Meat Boy Томмі Рефенес ще був у відпустці. Концепція Макміллена була двійчастою: розробити roguelike-гру на основі структури підземелля першої гри The Legend of Zelda і розробити гру, яка б відповідала думкам Макміллена щодо релігії. Макміллена надихнув Шіґеру Міямото, дизайнер оригінальних ігор Zelda. Макміллен побачив потенціал процедурної генерації roguelike-ів, зокрема Spelunky і Desktop Dungeons, і вважав, що робота над нею допоможе розробити його заплановану гру Mew-Genics.
Випадкові кімнати для кожного поверху підземелля створюються вибором десяти-двадцяти кімнат із попередньо створеної бібліотеки з 200 макетів, додаючи монстрів, предмети та інші функції, а потім обираються фіксовані кімнати, які будуть знайдені на кожному поверсі, наприклад, кімната боса та кімната скарбів. Розширюючи ігровий процес, МакМіллен використав структуру підземель «Зельди», щоб спроєктувати пересування гравця в грі. У такому підземеллі, за словами МакМіллена, гравець отримує новий предмет, який допомагає йому просуватися далі в грі; він цим і натхнувся, упевнюючись, що кожен рівень в Isaac включав принаймні один предмет і ще один бонусний за перемогу над босом, які підвищили б властивості персонажа. МакМіллен також хотів заохочувати гравців експериментувати, щоб дізнатися, як усе працює в Isaac, відображаючи те, як Міямото вчинив з оригінальною грою Zelda. Він розробив просування рівнів так, щоб вони ускладнювалися з просуванням гравця по грі, а також додатковий вміст, який ставав доступним після проходження гри, створюючи відчуття, що гра була довгою. МакМіллен розробив перших чотирьох персонажів за основними класами Dungeons & Dragons — боєць, крадій, священник і чародій.
Щодо сюжету МакМіллен пояснив, що релігійний тон заснований на його власному досвіді з його сім'єю, розділеною між католиками та народженими згори християнами. МакМіллен зауважив, що хоча обидві сторони й виховували віру з однієї Біблії, їхнє ставлення було різним; він вважав, що деякі католицькі ритуали, які виконувала його родина, надихають, тоді як інші вірування, які вони мали, засуджували деякі розваги, у яких МакМіллен брав участь, як-от Dungeons & Dragons. Він черпав натхнення з цієї подвійности для створення ісаакової історії, що показує, як релігія може прищепити шкідливі почуття й схиляти до темної творчости. МакМіллен також розглянув тактику залякування, яку використовували праві християни для засудження популярних ЗМІ 1980-х років, таких як геві-метал і відеоігри. МакМіллен відзначив, що багато пропагандистських фільмів цього періоду показували сатанинські культи, які приносили в жертву дітей, і зауважив, як багато біблійних історій відображали ці концепції, згодом будуючи навколо них розповідь. Він також заявив, що йому ще подобаються «справді дивні речі», пов'язані з туалетним та іншими типами непристойного гумору, які не влаштовували його сім'ю і які він досліджував в іграх і до Super Meat Boy. Хоча Super Meat Boy допоміг йому створити репутацію (включаючи участь ув Indie Game: The Movie), він відчував, що це «безпечна» гра, враховуючи його улюблений тип гумору, і використав «Ісаака» для повернення до цієї форми, враховуючи, що ця гра може легко стати «самогубством у кар'єрі», але й зробить заяву про те, чим він насправді хотів займатися.
The Binding of Isaac почалася з ґеймджему між МакМілленом і Флоріаном Гімслем. За тиждень вони мали робочу гру, написану на ActionScript 2 в Adobe Flash. Вони погодилися завершити її як гру, яку вони могли б випустити в Steam, хоч і не сподіваючись на продажі. Завершення гри від прототипу до готового стану зайняло близько 3 місяців при розробці з неповним робочим днем. За цей час вони виявили декілька границь розміру та розмаху як Flash, так і ActionScript, які обмежували те, скільки вони могли робити з грою, але продовжували використовувати ці інструменти для її випуску. МакМіллен сказав, що, оскільки вони не турбувалися про продажі, вони змогли співпрацювати з Valve для випуску гри, не боячись цензури чи необхідности отримати рейтинг ESRB. Випущення через Steam також дозволило їм вільно оновлювати гру кілька разів після її початкового випуску, що вони не могли б зробити з іншими консолями без значних витрат для себе. Випуск відбувся без значного тестування кінцевими користувачами, оскільки знадобилося б кілька сотень тестувальників для перегляду всіх різноманітних комбінацій предметів, які міг зібрати гравець, і МакМіллен визнав, що після випуску гри її покупці були для них тестувальниками. Через тиждень після випуску в Steam МакМіллен завантажив демо-версію на вебсайт Newgrounds. Merge Games випустила фізичне видання, яке включало гру, саундтрек і постер, для магазинів у Сполученому Королівстві у 2012 році.
AS2 була дуже застарілою програмою на той час, і це викликало сповільнення роботи як багатьох низько-, так і високоякісних ПК. В AS2 також не малося підтримки контролера, і Томмі Рефенес був змушений допомогти написати програму досягнень, яка дозволила б людям розблоковувати досягнення Steam. Пізніше МакМіллен заявив, що він взагалі не зробив би цього у Flash, якби знав, що хто-небудь зверне увагу на «Ісаака».

### Саундтрек
Денні Барановський, композитор гри, який раніше працював з МакМілленом над Super Meat Boy, був залучений до проєкту невдовзі після завершення першого прототипу. МакМіллен і Барановський працювали взад і вперед, МакМіллен надавав ілюстрації з гри і дозволяв Барановському розробляти музичні теми на їхній основі; це часто призводило до того, що МакМіллен створював більше рисунків для підтримування розвитку музики. Барановський був притягнутий до The Binding of Isaac так, ніби гра ставить наперед темний тон, та заявив, що вона має досить дурний підтекст і що ніхто не може сприймати її надто серйозно. Деякі з пісень надихнула класична хорова музика, але вони були змінені до теми гри. Інші праці натхнені піснями до битв із босами, написаними Нобуо Уємацу для серії Final Fantasy. Барановський також мав додатковий час після закінчення основних пісень для гри на створення коротких додаткових треків, які використовувалися для спеціальних кімнат, як магазини та секретні зони.

### Скасований порт для Nintendo 3DS
У січні 2012 року, коли кількість проданих одиниць гри перевищила 450 000 одиниць, МакМіллен заявив, що до нього звернувся видавець, який був зацікавлений у перенесенні гри на Nintendo 3DS через Nintendo eShop, хоча МакМіллен був непевний, адже репутацію Nintendo складав менш ризикований вміст. Наприкінці лютого МакМіллен заявив, що Nintendo відхилила гру через «сумнівний релігійний вміст». Він уважав, що це пов'язано з оціненням німецькою класифікаційною радою існуючої версії гри для Windows як «16+» через потенційно блюзнірський вміст, що було першою такою оцінкою в країні. МакМіллен зазначив, що керівники Nintendo, з якими він спілкувався до цього рішення, відзначили, що деякий блюзнірський вміст був би прийнятним, і були більше стурбовані відверто релігійним вмістом. Він також зазначив, що до нього звернулися з питанням про його готовність внести деякі зміни в гру, щоб зробити її більш придатною для 3DS, але ніколи не отримав список конкретних змін. Макміллен припустив, що Nintendo турбувалася про свою репутацію; через схожість гри із The Legend of Zelda, незнаюча дитина могла б завантажити її та бути шокованою вмістом, що б погано відобразилося на репутації Nintendo.
Рішення Nintendo обурило кілька ігрових вебсайтів. Хоча МакМіллен і був розчарований рішенням Nintendo, він не вважав, що втрата порту для 3DS була серйозною проблемою, і побачив короткий сплеск продажів у Steam під час висвітлення новин на ігрових вебсайтах. МакМіллен також добре оцінив гнучкість платформи Steam, яка не вимагає отримання іграми рейтингу ESRB для публікації на сервісі, і свободу, яку вона надавала видавцям незалежно від вмісту гри.
Пізніше Nintendo дозволить випустити ремейк Rebirth як на New Nintendo 3DS, так і на Wii U у 2015 році; частково це сталося тому, що Стів Сінґер (віце-президент з ліцензування), Марк Ґріффін (старший менеджер із ліцензування) та Ден Адельман (керівник інді-розробки) з Nintendo виступали за підтримку The Binding of Isaac.

### Wrath of the Lamb
Розширення до гри, яке називалось Wrath of the Lamb («Лють агнця»), було випущено через Steam 28 травня 2012 року. МакМіллен був натхненний на створення розширення не лише завдяки успіху The Binding of Isaac, а й тому, що його дружина Даніель повністю завершила базову гру, що була першою ним написаною грою, до якої вона виявила значний інтерес. Розширення додає на 70% більше вмісту до оригіналу та містить більше 10 босів, понад 100 предметів, понад 40 розблокувань, дві додаткові кінцівки та два додаткові рівні. Це розширення додало нові «альтернативні» поверхи, які можуть замінити звичайні, створюючи додатковий шлях проходження гри. На цих поверхах є більш сильні вороги та змінений набір босів. Інші функції включають новий тип предметів, «дрібнички» (англ. trinkets), які мають різноманітні пасивні або активовані ефекти під час перенесення, а також нові типи кімнат. Макміллен мав плани випустити друге розширення за межами Wrath of the Lamb, але тоді був обмежений лімітами Flash.

### The Binding of Isaac: Rebirth
Десь-інколи в 2012 році після випуску «Ісаака» до МакМіллена звернувся Тайрон Родріґес із Nicalis, спитавши, чи не був МакМіллен зацікавлений в перенесенні гри на консолі. МакМіллен був, але наполягав на тому, що їм доведеться перепрограмувати гру, аби обійти обмеження Flash і включити Wrath of the Lamb і друге заплановане розширення, переробивши графіку гри на 16-бітну замість векторної графіки Flash. Окрім того, МакМіллен не хотів мати нічого спільного з бізнесовими аспектами гри, розповівши про труднощі, які він мав у цьому при розробці Super Meat Boy. Nicalis погодилися й почали працювати в 2012 році над тим, що пізніше стане The Binding of Isaac: Rebirth, покращеною версією гри. Її було випущено 4 листопада 2014 року для Microsoft Windows, OS X, Linux, PlayStation 4 і PlayStation Vita, а версії для Wii U, New Nintendo 3DS і Xbox One — 23 липня 2015 року. У грі представлено безліч нових ігрових персонажів, предметів, ворогів, босів, випробовувань і розкладок кімнат для поверхів. Пакет контенту під назвою Afterbirth був випущений для Rebirth у жовтні 2015 року, додаючи нові альтернативні глави, персонажів та предметів, а також багатохвильовий «режим жадоби» (англ. Greed mode). Друге оновлення, Afterbirth+, яке додало додатковий вміст і підтримку користувацьких модифікацій, було випущено 3 січня 2017 року. Третє й останнє оновлення, Repentance, додало багато нового вмісту та виправлень помилок, включаючи більшість вмісту з Antibirth, одного з найбільших фанатських розширень, наприклад, новий альтернативний шлях через усю гру, а також нових фінальних босів та численні варіації персонажів. Це розширення було випущено 31 березня 2021 року.

### Інші ігри
МакМіллен співпрацював з Джеймсом Ідом для розробки The Legend of Bum-bo, яку було випущено 12 листопада 2019 року для Windows, а пізніше для iOS і Switch. «Бам-бо» описується як приквел до «Ісаака», а Ісаак і Ґіш з'являються як персонажі в грі. Ісаак також з'являється як ігровий персонаж у файтингу Blade Strangers і головоломці Crystal Crisis.
27 червня 2018 року Едмунд МакМіллен оголосив про, — а пізніше випустив, — адаптацію у вигляді карткової гри, співпрацюючи зі Studio 71, під назвою The Binding of Isaac: Four Souls.

## Відгуки
| Агрегатор  | Оцінка |
| ---------- | ------ |
| Metacritic | 84/100 |

| Видання       | Оцінка |
| ------------- | ------ |
| Destructoid   | 9.5/10 |
| Edge          | 8/10   |
| Eurogamer     | 9/10   |
| Game Informer | 8/10   |
| GameSpot      | 8/10   |
| GameSpy       | [ 47 ] |
| IGN           | 7.5/10 |

The Binding of Isaac отримала загалом схвальні відгуки від ігрових критиків. На Metacritic гра має в середньому 84 зі 100 балів на основі 30 оглядів.
The Binding of Isaac була сприйнята рецензентами як гра з високою можливістю повторного проходження й великою кількостю покращань та їхніх комбінацій, з якими гравець може зіткнутися під час проходження, забезпечуючи доступну структуру, натхнену «Зельдою», яку більшості гравців відеоігор легко розпізнати й зрозуміти. Джон Теті для Eurogamer похвалив гру за можливість її повторного проходження через аспекти випадковости, назвавши її «найдоступнішим дослідженням ідеї roguelike», яке він бачив. Журнал Edge також прокоментував вабу переграти The Binding of Isaac через її короткий час проходження, відізвавшися про неї як про "творчий і кмітливий аркадний досвід, який примудряється одночасно бути порочним і дивно солодким". Максвелл МакҐі з GameSpot заявив, що було розумно видалено сторонні функції, так що «залишається чітко зосереджена гра, яка продовжує виглядати свіжою навіть після багаторазового завершення». Незважаючи на те, що гра вважається доступною для нових гравців, рецензенти вважали, що гра є тяжким випробуванням, що часто визначається випадковістю того, які бонуси гравець отримав під час проходження. Автори The A.V. Club оцінили гру на «A» за шкалою оцінок і прихильно порівняли її із «Super Meat Boy» МакМіллена, які вимагають від гравця «мазохістського терпіння перед лицем жахливих шансів». Уважалося, що ця складність пом'якшується великою кількістю можливих бонусів, які пропонує гра, більшість з яких гравці не побачать, поки не переграють гру багато разів. МакҐі зазначив, що хоча гравці й можуть переглядати, які предмети вони виявили перед проходженням, ця функція не пояснює, що робить кожен предмет, залишаючи встановлення гравцем ефекту на час гри.
Адам Біссенер із Game Informer зазначив, що хоча The Binding of Isaac мала багато помилок програмного забезпечення на момент випуску, що може короткочасно відволікати від досвіду, "бачення МакМіллена просвічується через" іграбельність гри, художній стиль та історію. Нейлі Джонсон для IGN виявила, що деяких гравців може відштовхнути грубість гри, але в іншому випадку вона «повністю випадкова, надзвичайно креативна та жорстоко невблаганна». Аналогічно, Натан Мюньєр із GameSpy зазначив, що гра має деяку шокову цінність, з якою треба працювати, але в іншому випадку вона була «уявлюваною» та «повністю захоплюючою». Крім того, Джордан Девор для Destructoid уважав візуальний стиль гри одним із її «найбільших пунктів продажу», що випливає з минулого стилю темної комедії МакМіллена з Super Meat Boy. Рецензенти визнали, що саундтрек Барановського добре відповідає тематиці гри та використаний із уникненням надмірного повтору під час проходження. GameSpot. Кірк Гамільтон з Kotaku назвав саундтрек поєднанням кількох жанрів і музичних стилів Денні Ельфмана, Muse і Final Fantasy, що створило щось «темне та унікальне».
The Binding of Isaac було номіновано в категорії «Найкраща незалежна гра» на премії Spike Video Game Awards 2011, але її програно Minecraft-ові.
МакМіллен очікував, що буде продано лиш кілька сотень копій гри, коли випустив її в Steam. Протягом перших кількох місяців після випуску продажі становили приблизно кілька сотень на день, але незабаром після цього МакМіллен виявив, що вони раптово зросли; це він пояснив численними відео «Let's Play», які були опубліковані гравцями, щоб продемонструвати гру та стимулювати продажі. Ця популярність також зацікавила гравців, які хотіли створити власні модифікації для гри, що стало б фактором у розробці продовження для кращої підтримки модингу.
До листопада 2012 року було продано понад мільйон копій гри, принаймні одну чверть з них придбано з розширенням «Wrath of the Lamb». Станом на липень 2014 року було продано понад 3 мільйони копій гри. До липня 2015 року, після виходу Rebirth, було продано понад 5 мільйонів одиниць цих ігор. Уважається, що Binding of Isaac є фактором, що сприяє розвитку жанру roguelike приблизно з 2010 року, і її успіх відкрив шлях для наступних ігор, які використали формулу roguelike, таких як FTL: Faster Than Light і Don't Starve.